# Louis Gleisner
Louis (Ludwig) Wilhelm Gleisner (* 26. Juli 1801 in Pyrmont; † nach 1846 in den USA) war ein deutscher Gastwirt, Kommunalpolitiker und Abgeordneter.

## Leben
Gleisners Vater Johann Wilhelm Gleisner (1766–1834) arbeitete als Kutscher, Kellermeister, als Beamter auf dem Burggut Lengefeld, als Bademeister, Gastwirt und Hofkellermeister, bevor er 1808 einen Gasthof in Arolsen erwarb. Er war verheiratet mit Christiane Friederike Sophie, geb. Heiner (* 1767). 
Louis Gleisner betrieb ab 1824 das Gasthaus seines Vaters in Arolsen, dem er 1826 den Namen "Gasthaus zum Römischen Kaiser" gab. Nach dem Tod seiner ersten Frau Dorothea (Dorette), geb. Büddemeister (1802–1826), heiratete Gleisner in zweiter Ehe Anna Christine (Christiane), geb. Löffelmann (1805–1845). Von 1827 bis 1830 war er Bürgermeister der Stadt Arolsen. Von 1828 bis 1846 war Gleisner auch Waldeckischer Landstand. Ab 1837 war er verschuldet, was schließlich dazu führte, dass Gleisner das Gasthaus und seinen Besitz verkaufen musste. Er selbst wanderte danach in die USA aus.